# Florbela Espanca

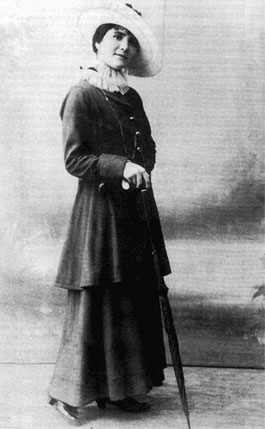
Florbela Espanca (1894–1930)

Florbela de Alma da Conceiçao Espanca (* 8. Dezember 1894 in Vila Viçosa; † 8. Dezember 1930 in Matosinhos) war eine portugiesische Lyrikerin.

## Leben
Florbela Espanca wurde 1894 in Vila Viçosa (Region Alentejo) in einfachen Verhältnissen geboren. Sie war ein uneheliches Kind. Bereits vor ihrem Abitur veröffentlichte sie in einer Tageszeitung ihr erstes Sonett für die Schriftstellerin Julia Alves. 1917 machte sie Abitur, bereits 1919 wurde sie von ihrem ersten Mann geschieden. Sie ging anschließend nach Lissabon, um ein Studium der Jurisprudenz zu beginnen. 1919 erschien auch ihr erstes Buch, der Gedichtband Livro de Magoas (Buch der Leiden), der jedoch ohne Erfolg blieb. Im selben Jahr ging bereits die zweite Ehe zu Bruch. Später ging sie noch eine dritte Ehe ein. Ihr 1927 verstorbener Bruder Apeles, den sie abgöttisch liebte, nahm in ihrem Leben und Werk eine große Bedeutung ein.
Am 8. Dezember 1930 starb Florbela Espanca durch Suizid.
Ihr Werk ist von Melancholie und Trauer, von Schwermut und Lebensekel und -überdruss gekennzeichnet. Man kann sie durchaus auch als den „weiblichen Pessoa“ bezeichnen. Sie schrieb ihr ganzes Leben lang. Schreiben hatte bei ihr etwas Pathologisch-Heilsames. Ihre latente Schwermut war es, die sie in den Tod trieb.

## Werke
- Livro de Magoas. s. n., Lissabon 1919, (Buch der Leiden), Gedichtband.
- Livro de Sóror Saudade. Sonetos. Eigenverlag, Lissabon 1923, (Buch der Schwester Schwermut), Gedichtband.
- Charneca em Flor. Sonetos. Gráfica Conimbricense, Coimbra 1931, (Blühende Heide), Gedichtband (posthum).
- Der Rest ist Parfum. Erzählungen, Gedichte, Lebensskizzen. Herausgegeben und aus dem Portugiesischen übersetzt von Gesa Hasebrink. Beck und Glückler, Freiburg (Breisgau) 1994, ISBN 3-89470-216-8.

## Film
Der portugiesische Regisseur Vicente Alves do Ó drehte 2012 eine Filmbiografie namens Florbela, mit Dalila Carmo als Florbela und Ivo Canelas und Albano Jerónimo in den männlichen Hauptrollen. Der Film wurde danach als dreiteilige Miniserie Perdidamente Florbela im öffentlich-rechtlichen Fernsehsender RTP ausgestrahlt.
Bereits 1978 produzierte die RTP einen Dokumentarfilm über Florbela Espanca und strahlte ihn erstmals am 14. November 1978 aus.